# Federazione internazionale dei giornalisti
La Federazione internazionale dei giornalisti o IFJ è la più grande federazione che riunisce sindacati e associazioni di giornalisti in tutto il mondo. L'organizzazione mira a proteggere e rafforzare i diritti e le libertà dei giornalisti. L'IFJ si dedica alla promozione della liberta informazione indipendente, la giustizia sociale, la protezione dei diritti del lavoro, la democrazia, l'avanzamento dei diritti umani e la lotta alla corruzione.

## Storia
Fondata a Parigi nel 1926, la Federazione è stata rifondata e riorganizzata ampliandosi nel 1946 e nel 1952.
L'IFJ rappresenta circa 600.000 giornalisti in oltre 130 paesi in tutto il mondo. La sede si trova a Bruxelles (Belgio). Le lingue ufficiali sono l'inglese, il francese e lo spagnolo.
L'IFJ ha gruppi presenti in ciascun continente, come la Federazione dei giornalisti latino americani (FEPALC), la Federazione europea dei giornalisti (EFJ), e la Federazione dei giornalisti africani (FAJ). Ha uffici regionali in Africa, America Latina e Asia-Pacifico.
L'IFJ è un membro fondatore dell'«International Freedom of Expression Exchange», una rete globale di organizzazioni non governative che monitora la libertà di stampa e libertà di espressione in tutto il mondo, e difende i giornalisti, gli scrittori, e i soggetti che sono perseguitati politicamente per aver esercitato il loro diritto alla libera espressione.
L'IFJ ha lanciato l'iniziativa Ethical Journalism nel 2008, una campagna globale per difendere standard e per aumentare la consapevolezza dell'importanza del giornalismo di qualità.

## Costituzione del News Safety Institute
Nel 2003, su proposta dell'IFJ, in collaborazione con l'International Press Institute e con oltre 100 organizzazioni professionali, gruppi di lavoro focalizzati sulla libertà di stampa e con la contribuzione dei media internazionali e delle associazioni di giornalisti nazionali, è stato istituito l'«International News Safety Institute»; l'istituto si prefigge di tutelare la sicurezza dei giornalisti e corrispondenti di guerra.
Formalmente lanciato in occasione della Giornata mondiale della libertà di stampa, l'organismo è dedicato alla sicurezza dei giornalisti e del personale dei media e si impegna a combattere la persecuzione dei giornalisti in tutto il mondo. L'istituto promuove inoltre standard e protocolli di sicurezza diretti a rendere il lavoro dei giornalisti impegnati sui teatri di crisi più sicuro.